# Кретов-Даждь, Анатолий Ильич
Анатолий Ильич Кретов-Даждь (род. 18 июня 1940, Москва) — художник.

## Биография
Родился в 1940 году в семье сапожных дел мастера. Рано потерял мать. Отец художника попал в 1941 году в немецкий плен, а вернувшись после окончания Великой Отечественной войны, отбыл срок, освободившись в середине 1950-х. В послевоенное время Кретов-Даждь воспитывался в семье А. Г. Золотова.
Среднее образование получил в школе № 2 Люблинского района. Проходил службу в Советской Армии в качестве военного музыканта. Обучался под руководством Д. Г. Соболева. Высшее профессиональное образование получил в МПИ) на курсе А. Д. Гончарова, П. Г. Захарова, В. Н. Ляхова. После окончания учебы стал сотрудничать с центральными и республиканскими, краевыми издательствами.
Проиллюстрировал более 100 книг. Работал в «станковых» графических техниках: гравюре и офорте.
За период 1960—1990 годов создал множество живописных полотен: портретов, жанровых картин, авангардных произведений.
С 1974 г. принимал участие в нонконформистских экспозициях в Москве, участвовал в организации выставок на «Малой Грузинской 28». (Московский горком художников-графиков.) Стал лидером группы «Российские Мотивы», состоявшей из 36 художников.
Конец 1980-х и начало 1990-х годов провел в поездках по России и Америке.
Им созданы коллекции графических листов к романам «Преступление и наказание», «Игрок», «Бедные люди» (с соавторстве с Кристиной Кретовой-Даждь), «Белые ночи», «Двойник», «Братья Карамазовы», «Идиот», «Записки из мертвого дома», повестям и рассказам «Дядюшкин сон», «Маленький герой», «Неточка Незванова», «Кроткая», «Скверный анекдот», «Слабое сердце», «Сон смешного человека» и др.

## Наиболее значимые выставки
- 1968 — Персональная выставка в Центре ядерных исследований, г. Протвино, Россия;[источник не указан 770 дней]
- 1972 — II Всероссийская выставка станковой графики, г. Москва, Россия;[источник не указан 770 дней]
- 1974 — Выставка-хэппенинг в парке «Измайлово», г. Москва, Россия;[источник не указан 770 дней]
- 1980 — Выставка 15-ти художников «Отечество» Крутицкое подворье, г. Москва;
- 1984 — Выставка «Мастера книги» Кузнецкий мост, г. Москва, Россия;[источник не указан 770 дней]
- 1985 — Выставка «Серебряный век», г. Санкт-Петербург, Россия;[источник не указан 770 дней]
- 1989 — Выставка « В Бродячей Собаке», г. Санкт-Петербург, Россия;[источник не указан 770 дней]
- 1990 — Персональная выставка в Университете штата Айова, США;
- 1990 — «Второе открытие» г. Дюбук, США
- 1991 — Выставка «Храм» ЦДРА, г. Москва, Россия;
- 1997 — Выставка «Изоинтеллект» Дом Европы г. Москва, Россия;
- 1998—2000 — Серия выставок «Москва-Третий Рим», Россия
- 2004 — Выставка «Дни Достоевского» в РУДН, г. Москва, Россия;
- 2004 — Галерея при токийском Университете Искусств, Токио, Япония
- 2005 — IV Биеннале графики «Белые ночи», Центральный Дом Художника г. Санкт-Петербург, Россия;
- 2007 — Ла Пинеда г. Рим, Италия
- 2009 — Персональная выставка в Музее книги в Российской Государственной Библиотеке, г. Москва, Россия;
- 2011 — Персональная выставка «Дни Достоевского». Фонд Славянской Письменности г. Москва
- 2011 — 3-х частная выставка-экспозиция «Арт-Фестиваль Дом Друзей Достоевского», Дипломатическая Академия, Московский Государственный Университет, г. Москва;
- 2012 — «33 иллюстрации к роману „Идиот“» Библиотека им. Боголюбова. г Москва, Россия;
- 2012 — Коллективная выставка книжной графики в Московском Союзе Художников г Москва, Россия;
- 2013 — «Достоевский в Музее Федорова» Музей-библиотека Н. Ф. Федорова. г Москва, Россия;
- 2013 — Выставка «Quadrum» ЦДХ, Москва, Россия;
- 2016 — Лауреат фестиваля «Portrait Art Festival», ЦДХ, Москва, Россия;
- 2017 — Персональная выставка «Всечеловек: Достоевский в гостях у Островского». Музей им. Бахрушина, Москва, Россия;
- 2019 — Выставка «Лодки-2». Зверевский центр современного искусства, Москва, Россия;
- 2021 — Выставка «До/До». Галерея «На Каширке», Москва, Россия.

## Награды
- Медаль «Пушкинская» — «Ревнителю просвещения» от Академии Российской Словесности;
- Медаль «За заслуги в культуре и искусстве» от Объединения общественных организаций Москвы

## Семья
Женат, имеет дочь; Кретова-Даждь Кристина — художник-иллюстратор, специалист по графическому дизайну, руководитель творческого объединения «Студия19», поэт — концептуалист;

## Работы в собраниях
- Собрание музея А. Глезера. Вена, Австрия: Глезер, Александр Давидович
- Собрание ТОМО-Банка. Москва, Россия
- Инновационный банк России
- Галерея «Никор». Москва[1]
- Университет штата Айова, США
- Вудворд-галлери. Дюбук, США
- Дом-музей Ф. М. Достоевского. Старая Русса, Россия[2]
- Музей им. Бахрушина
- Частные собрания Европы, Америки, Японии